# Teladoma
Teladoma là một chi bướm đêm thuộc họ Cosmopterigidae.